# Ethnikos Achnas
El Ethnikos Achna (en griego: Εθνικός Άχνας) es un club de fútbol de Chipre de la aldea de Achna. El club fue fundado en 1968. El presidente del club es Kikis Philippou. Ethnikos Achnas juega como local en el Dasaki Stadium, que tiene plaza para unas 4000 personas. En la actualidad se utilizan sobre todo para los partidos de fútbol y fue construido en 1997. Es el único equipo chipriota en calificar para la Copa de la UEFA a través de la Copa Intertoto; a su vez, es el único equipo chipriota que obtuvo un título internacional hasta la fecha, justamente la Copa Intertoto 2006

## Historia

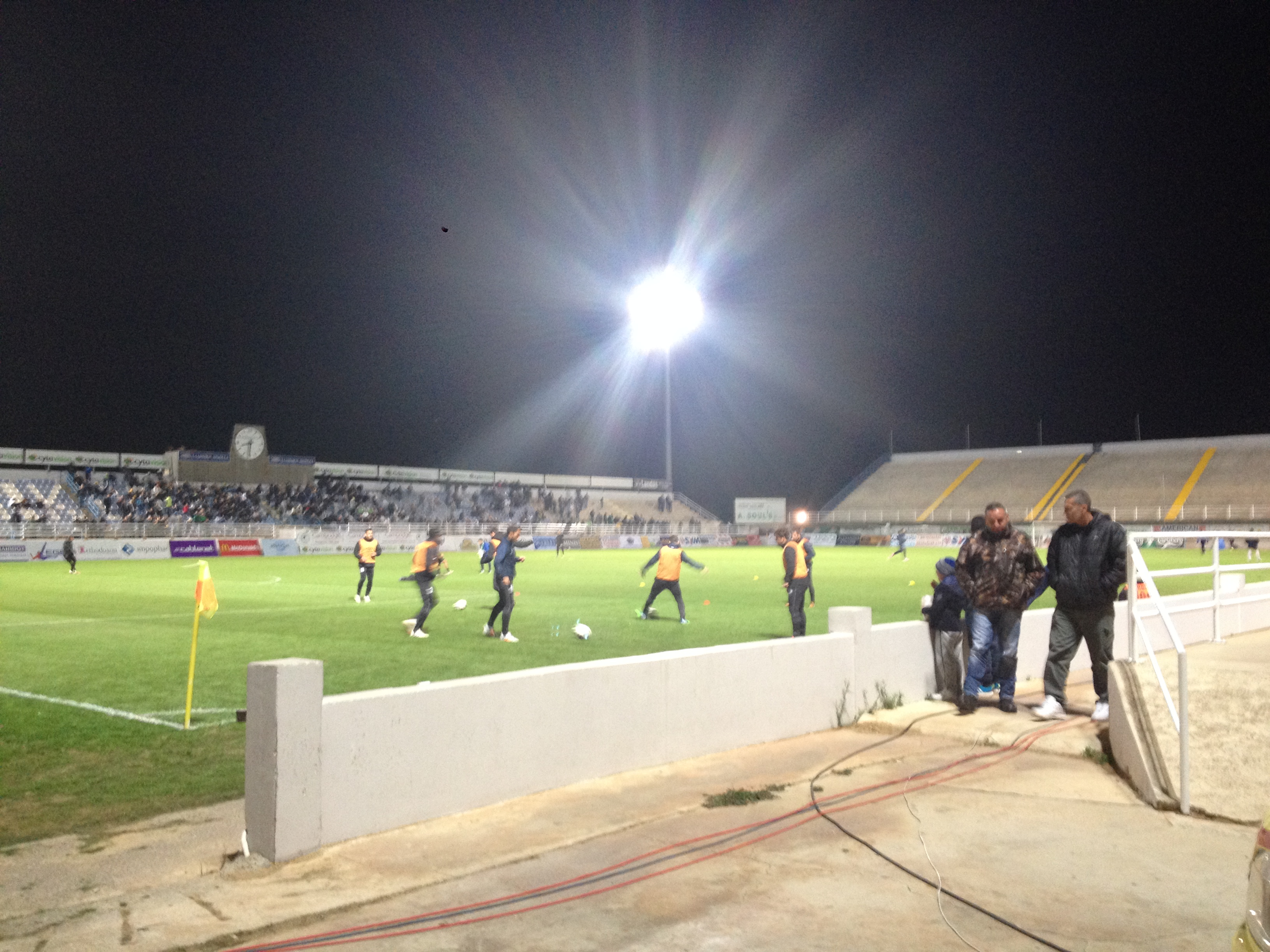
Estadio Dasaki.

El club chipriota desempeñado en la Segunda División hasta 1983, cuando fue ascendido a la Primera División de Chipre, pero fue inmediatamente relegado. Ethnikos fue ascendido a la Primera División en 1986 y permaneció allí durante cuatro temporadas. Otros dos años en la Segunda División terminó con el ascenso a la Primera División en 1992, donde Ethnikos Achna se han mantenido desde entonces.
El equipo tuvo el mejor ranking nacional, fue cuarto en las temporadas 1994/95, 1997/98 y 2006/07 temporadas. Por primera vez en la historia del club, el club participó en la final de la Copa de Chipre en 2002, donde fueron vencidos por el Anorthosis 0-1.

## Jugadores

### Cuerpo técnico
- Director deportivo:  Apostolos Makridis
- Subdirector:  Panayiotis Engomitis
- Preparador:  Lambros Ioannou

## Palmarés

### Torneos internacionales
- Copa Intertoto de la UEFA (1): 2006.

### Torneos nacionales
- Segunda División de Chipre (3):1986, 1992, 2019

## Participación en competiciones europeas
| Temporada | Competición   | Ronda | Club                 | Cómputo global | Ida     | Vuelta  |
| --------- | ------------- | ----- | -------------------- | -------------- | ------- | ------- |
| 1998      | Intertoto Cup | 1R    | Örgryte IS           | 2-5            | 2-1 (C) | 0-4 (F) |
| 2003      | Intertoto Cup | 1R    | Győri ETO FC         | 3-3 u          | 1-1 (F) | 2-2 (C) |
| 2004      | Intertoto Cup | 1R    | FK Vardar Skopje     | 2-10           | 1-5 (C) | 1-5 (F) |
| 2006      | Intertoto Cup | 1R    | Partizan Tirana      | 5-4            | 4-2 (C) | 1-2 (F) |
| 2006      | Intertoto Cup | 2R    | NK Osijek            | 2-2 u          | 2-2 (F) | 0-0 (C) |
| 2006      | Intertoto Cup | 3R    | Maccabi Petah Tikvah | 4-3            | 2-0 (F) | 2-3 (C) |
| 2006/07   | UEFA Cup      | 2Q    | KSV Roeselare        | 6-2            | 1-2 (F) | 5-0 (C) |
| 2006/07   | UEFA Cup      | 1R    | RC Lens              | 1-3            | 0-0 (C) | 1-3 (F) |
| 2007      | Intertoto Cup | 1R    | FK Makedonija GP     | 1-2            | 1-0 (C) | 0-2 (F) |
| 2008      | Intertoto Cup | 1R    | KS Besa Kavajë       | 1-1 u          | 0-0 (F) | 1-1 (C) |